# Zorgsector in Nederland
Dit overzicht is mogelijk incompleet; u kunt helpen door het uit te breiden.
De zorgsector in Nederland bestaat uit de bedrijven, instellingen en medewerkers die zich bezighouden met gezondheids- en welzijnszorg. Mensen die in de zorg werken zijn verantwoordelijk voor de zorg aan anderen, jong en oud. De zorgsector wordt gereguleerd via verschillende wetten die door het parlement zijn ingesteld. 

## Wet langdurige zorg (Wlz)
De Wet langdurige zorg (Wlz) regelt zware, intensieve zorg voor kwetsbare ouderen, mensen met een handicap en mensen met een psychische aandoening.

## Wet maatschappelijke ondersteuning (Wmo)
De Wet maatschappelijke ondersteuning (Wmo) maakt de gemeenten verantwoordelijk voor het regelen van ondersteuning op het gebied van zelfredzaamheid en participatie van mensen met een beperking, chronische psychische of psychosociale problemen. 

## Jeugdwet
De Jeugdwet regelt de ondersteuning en hulp aan jeugdigen.